# مفاتيح الجنان (كتاب)
مفاتيح الجنان من أهم كتب الدعاء والأعمال لدى الشيعة الإثنى عشرية من تأليف رجل الدين الشيعي عباس القمي والذي جمع فيه بعض الأدعية التي يُتعبد بها كدعاء كميل ودعاء الصباح لعلي بن أبي طالب ودعاء التوسل والمناجاة الخمسة عشر لعلي زين العابدين.
وكذلك حوى نصوص الزيارات للأئمة وأيضاً الأعمال التي يقوم بها الشخص في حال زيارة أحد الأماكن المقدسة، وأعمال الشهور وهي الأعمال التعبدية الخاصة بكل شهر هجري والأيام الهامة في هذا الشهر والعبادات التي ينبغي على المسلم الشيعي عملها.
بالإضافة لذلك؛ صلوات خاصة لقضاء الحوائج مثل صلاة النبي محمد، وصلاة فاطمة الزهراء، وصلاة جعفر الطيار وغيرهم.

## لمحة عن الكتاب
مفاتيح الجنان يعتبر من أهم كتب الأدعية والزيارات في الوسط الشيعي، لمؤلفه الشيخ عباس القمي. والكتاب يشتمل على مجموعة من الأدعية، المناجاة، الزيارات والأعمال الخاصّة بالأيام والشهور فضلا عن الآداب والسنن الدينية وقصص ومواقف النبي محمد وأئمة الشيعة.
وكانت المكتبة الشيعية قد شهدت مجموعة من كتب الأدعية والزيارات سبقت تأليف كتاب مفاتيح الجنان منها كتاب إقبال الأعمال لابن طاووس ومصباح الكفعمي وزاد المعاد للمجلسي والتي أدرج الشيخ عباس القمي الكثير منها في كتابه مفاتيح الجنان.
وقد أرفق عباس القمي كتابه الأخر الباقيات الصالحات بهامش كتابه مفاتيح الجنان وطبع الكتابان معًا من قبل العديد من دور النشر، وترجم الكتاب أكثر من مرّة ويقع في مقدمة تلك التراجم وأشهرها ترجمة مهدي إلهي قمشئي.

## خصائص الكتاب
ذكر المؤلف خصوصية كتابه هذا من خلال الغاية التي رامها من وراء تأليف الكتاب والمتمثلة بتصحيح كتاب مفتاح الجنان الذي يورد الأدعية مبتورة الأسانيد قائلا:
«قد سألني بعض الإخوان من المؤمنين أن أراجع كتاب مفتاح الجنان المتداول بين النّاس فأؤلّف كتاباً على غراره خلواً ممّا احتواه ممّا لم أعثر على سنده مقتطفاً منه ما كان له سند يدعمه مضيفاً إلى ذلك أدعية وزيارات معتبرة لم ترد في ذلك الكتاب فأجبتهم إلى سؤلهم».
ومع ذلك لم يورد القمي الأسانيد واقتصر على ذكر المصدر الذي استقى منه الدعاء أو الزيارة.، ومن مميزات الكتاب وخصائصه أنّه لم ينحصر بالأدعية والزيارات المروية عن المعصومين بل أضاف إليها ما دونه بعض الأعلام كدعاء العديلة.

## هيكلية الكتاب ومحتواه
افتتح القمي كتابه بمجموعة من السور القرآنية مع جميع السور القصار، ثم أردفه بمجموعة من الأبواب، هي:

### الباب الأوّل في الادعية
في تعقيب الصّلوات وأعمال اليوم والليلة ودعوات أيّام الأسبوع وأعمال ليلة الجمعة ونهارها وعدّة أدعية مشهورة والمناجاة الخمس عشرة مثل مناجاة علي بن أبي طالب في مسجد الكوفة، السمات، دعاء كميل، الجوشن الصغير والكبير، دعاء مكارم الأخلاق بالإضافة إلى بعض الصلوات المشهورة كصلاة الرسول محمد، صلاة علي بن أبي طالب، صلاة فاطمة الزهراء، وصلاة جعفر الطيار. كذلك يشتمل الباب على زيارة الأئمة في أيام الأسبوع.

### الباب الثاني في أعمال السنة
في أعمال أشهر السنة وفضل عيد النّيروز وأعماله وأعمال الأشهر الروميّة. يبدأ الباب الثاني بأعمال شهر رجب وينتهي بـأعمال شهر جمادى الثانية، ومن الأدعية والمناجاة الموجودة في هذا الباب: المناجاة الشعبانية في أعمال شهر شعبان، وأما أعمال شهر رمضان فقد أورد منها: دعاء أبي حمزة الثمالي، دعاء الافتتاح ودعاء السحر وأعمال ليلة القدر. وأورد لشهر ذي الحجة دعاء الحسين المعروف بدعاء عرفة الذي يعد من أشهر الأدعية في هذا الشهر.

### الباب الثالث في قسم الزيارات
يشتمل هذا الباب على مجموعة من الزّيارات وما يناسبها كآداب السفر والزيارة وطريقة دخول الأماكن المشرفة والمراقد المطهرة.
شرع المصنف في هذا الباب بذكر زيارة النبي محمد ثم ألحقه بزيارة فاطمة الزهراء وزيارة أئمة البقيع إضافة إلى زيارات المعصومين الأربعة عشر هناك مجموعة زيارات لأبناء الأئمة وبعض الأعاظم من المؤمنين كزيارة حمزة، مسلم بن عقيل، فاطمة بنت أسد، سلمان الفارسي، وكذلك أورد فيه أعمال وسنن بعض المساجد كمسجد الكوفة ومسجد صعصعة بن صوحان.
وكان الحظ الأوفر في هذا القسم لزيارات الحسين التي من أشهرها زيارة عاشوراء وزيارة الأربعين وزيارة وارث.
كذلك أورد عباس القمي ما له علاقة بالمهدي من قبيل دعاء الندبة والعهد والزيارة الجامعة.
وبعد أن ينتهي الكتاب بالزيارات المتعلقة بالمهدي شرع بذكر زيارة الانبياء و فاطمة بنت موسى الكاظم والشاه عبد العظيم الحسني.
وختم المفاتيح بزيارة قبور المؤمنين والأدعية ذات الصلة.

### ملحقات المفاتيح
أضاف عباس القمي أثناء الطبعة الثانية ملحقا للمفاتيح يشتمل على ثمانية مطالب، هي: دعاء وداع شهر رمضان، خطبة يوم عيد الفطر، زيارة الجامعة، دعاء الزيارات، زيارة وداع الأئمة، رقاع لطلب الحاجة، دعاء في عصر غيبة المهدي وآداب الزيارة عن الغير.
والجدير بالذكر أن بعض دور النشر أضافت قسما آخر تحت عنوان الملحق الثاني ضمّنوه حديث الكساء المعروف.

### كتاب الباقيات الصالحات
ويمثل هذا القسم الزيادة التي أضافها المصنف نفسه في حاشية كتاب مفاتيح الجنان، ويتوفر كتاب الباقيات على ستة أبواب مع ملاحق، هي:
- الباب الأوّل: مختصر في أعمال اليوم والليلة مع بيان طائفة من آداب المعاشرة وأدعية الساعات وكيفية صلاة الليل.
- الباب الثاني: يعرض مجموعة من الصلوات المستحبة كصلاة الهدية للمعصومين، صلاة ليلة الدفن، صلاة الحاجة، صلاة الاستغاثة، وصلوات أيام الأسبوع. مع بيان طريقة الاستخارة.
- الباب الثالث: يشتمل على مجموعة من الادعية وتعويذات الآلام وعلل الأعضاء والحمّى وغيره، مع ذكر بعض الأدعية الخاصة برفع الآلام والامراض.
- الباب الرابع: في الأدعية المنتخبة من كتاب الكافي للكليني، وهي في الغالب لرفع المشكلات كقلّة الرزق وطلب تأمين بعض الحاجات الدنيوية.
- الباب الخامس: فيه ذكر لبعض الأحراز والأدعية الموجزة المنتخبة من كتاب مهج الدعوات والمجتبى من الدعاء المجتنى. وقد ادرج المصنف في هذا القسم مجموعة من الأحراز لدفع البلاء مع مجموعة من المناجاة وأدعية طلب الرزق.
- الباب السادس: تعرض فيه المصنف لبيان خواص بعض السور والآيات القرآنية وذكر بعض الأدعية ومسائل متفرقة، متعرضا لخصوصيات السور والآيات ذات البعد العملي التي تستخدم في حل المشاكل اليومية. مع دعاء النوم ودعاء المطالعة، وآداب العقيقة والاستخارة بالقرآن.
- خاتمة توفّرت على مجمل أحكام الأموات.

## الطباعة والنشر
فرغ عباس القمي من تأليف كتاب المفاتيح سنة 1344 هـ وصدرت له الطبعة الأولى في مدينة مشهد. تلاها الكثير من الطبعات ومن مختلف دور النشر وبأحجام مختلفة لا يستطيع الباحث رصدها وبيان عددها.
وقام بعض الناشرين بتلخيص الكتاب تحت عنوان منتخب مفاتيح الجنان أو المفاتيح.
نسخ الكتاب بقلم كل من الخطاط طاهر خوش نويس الذي استنسخ الكتاب خمس مرّات، مصباح زاده، الميرزا أحمد الزنجاني الكاتب وغيرهم بخط النستعليق تارة والنسخ أخرى.

## التراجم
ترجم الكتاب أكثر من مرة أشهرها الترجمة الفارسية للكاتب الإيراني مهدي إلهي قمشئي؛ وترجمة رسولی محلاتی وحسين أستاد ولي.
كذلك ترجم الكتاب إلى الإنجليزية ما لا يقلّ عن أربع مرّات. وكذا الفرنسية، والتركية، والأردو والإسبانية.

## مفاتيح نوين = المفاتيح الحديثة
والكتاب عبارة عن نسخة مصححة من مفاتيح الجنان قام بتدوينها ناصر مكارم الشيرازي.
وقام بترجمة النسخة إلى الفارسية هاشم رسولی محلاتی.
تعرض المؤلف لبيان الغاية من وراء تصنيف الكتاب والمتمثلة بمراعات مقتضيات الزمان والمكان وحذف بعض المواد التي قد تتخذ وسيلة للنقد أو الاستهزاء.

### خصائص الكتاب
توفّر الكتاب على الخصائص التالية:
1. اشتماله على مقدمة انصبت حول الدعاء ومكانته واستجابة الدعاء وعدمها.
2. وضع مقدمة لكل قسم من الأدعية والزيارات.
3. ذكر المصادر التي استقيت منها الأدعية والزيارات في هامش نفس الصفحة.
4. حذف المتشابهات مع اختيار الأفضل.
5. تدوين الكتاب بتنظيم وهيكلية جديدة.
6. حذف بعض المطالب الضعيفة.
7. اختيار الأدعية والزيارات استنادا إلى محتواها دون الاكتفاء بالسند فقط.

### تصنيف مادة الكتاب
1. مقدمة
2. القسم الأوّل: ذكر باقة من السور القرآنية
3. القسم الثاني: المناجاة والأدعية المعروفة كالمناجاة الخمسة عشر للإمام السجاد، المناجاة المنظومة، الأدعية القرآنية، دعاء كميل، الجوش الكبير، الجوشن الصغير، دعاء التوسل، دعاء مكارم الأخلاق.
4. القسم الثالث: الزيارات وهي موزعة على اثني عشر فصلاً.
5. القسم الرابع: يتوفر على أعمال الشهور الإسلامية من شهر محرم وحتى ذي الحجّة. بالإضافة إلى أعمال السنة الشمسية كالنوروز والرومية كنيسان حيث أفرد لها فصلا خاصاً.
6. القسم الخامس: أعمال اليوم والليلة وأيام الأسبوع في عشرة فصول أحدها في زيارة الأئمة خلال أيام الأسبوع.
7. القسم السادس: آداب الصلاة وسننها وتعقيباتها.
8. القسم السابع: الصلوات المستحبة، ويتوفر الكتاب على فصلين الأوّل الصلاة المنسوبة للمعصومين الأربعة عشر، والثاني في الصلوات الأخرى كصلاة جعفر الطيار، صلاة ليلة الدفن، صلاة أول الشهر.
9. القسم الثامن: دعاء لعلاج المشكلات الروحية والدنيوية مع بيان سنن العقيقة.
10. القسم التاسع: في الاستخارة وآدابها.
11. القسم العاشر: أحكام وآداب الأموات.

## مفاتيح الحياة
يعد كتاب مفاتيح الحياة إتمامًا لكتاب مفاتيح الجنان من حيث إن المفاتيح ركز في معالجته على الجانب الفردي عبادة ودعاء وزيارة فجاء عبد الله الجوادي الآملي ليكمل المشروع ويتم الحلقة بتأليف كتاب يهتم بجمع الاحاديث والروايات ذات البعد الاجتماعي والأسري التي تعالج مشاكل الحياة اليومية وترصد جميع زواياها وأبعادها؛ والكتاب يشتمل على ستة أقسام، هي:
- علاقة الإنسان مع نفسه
- علاقة الإنسان مع أخيه الإنسان
- علاقة الشعب مع الحكومة الإسلامية
- علاقة الإنسان مع الحيوان
- علاقة الإنسان مع البيئة
- خاتمة

وبهذا اللحاظ يعدّ الكتاب المجلد الثاني لكتاب مفاتيح الجنان

## وصلات خارجية
- تحميل مفاتيح الجنان بخصائص فريدة لأجهزة الأندرويد
- نص كتاب مفاتيح الجنان مكتبة الحج
- مفاتيح الجنان
- فهرس مفاتيح الجنان
- مفاتيح الجنان